# 喀喇沁右翼旗
喀喇沁右翼旗，中国清代、民国时期内蒙古旧旗名。

## 历史
1635年，后金开始对一些蒙古部落划定地界，清查人口，原喀喇沁部和东土默特部的残余壮丁共16953名，按照八旗的形式组织形式立规建旗。喀喇沁部领主固鲁思奇布（苏布地子）、万丹伟征、色棱等人所领5286人被编为喀喇沁旗。1636年（崇德元年）固鲁思奇布受封固山贝子，标志着喀喇沁扎萨克旗建立。固鲁思奇布及其后裔所领的部分，成为喀喇沁右翼旗，後被赐多罗杜棱郡王。1648年色棱被封为镇国公，所领的部分成为喀喇沁左翼旗，属卓索图盟。
万丹伟征及其后裔所领的部分，传至康熙四十四年（1705年）到其曾孙格埒勒时，因人众繁衍，所编佐领已积至38个，因而又立一旗，为喀喇沁中旗:35。
喀喇沁部是与清朝皇室联姻关系最为密切的部落之一，据历史文献记载，清朝皇家与喀喇沁通婚共114次，其中下嫁到该部的皇家女有93人，娶喀喇沁之女的21人（民间数据更多，无法统计）。这一情况表明，喀喇沁部三个旗的扎萨克王公（塔布囊）之家世代与清朝皇室结亲。在这里尤以清康熙皇帝将其第五女端静公主下嫁到喀喇沁右翼旗扎萨克郡王扎什之子噶勒藏为之最。扎什为儿子迎娶公主特意修建了端静公主府，现在这座端静公主府又称公爷府，至今犹存。嘉庆以后至清末，喀喇沁右翼旗固鲁思奇布的后裔成为喀喇沁部较有影响的皇家额附，其六世孙滿珠巴咱爾于1781年（乾隆四十六年）娶定郡王绵恩长女，官至御前行走。他的后人色伯克多尔济、旺都特那木济勒等都娶皇家女，而且他们在清廷中都是很高品级的官员。尤其是贡桑诺尔布，无论对于清廷还是蒙古各部都具有重要的影响和起过重要的作用。

## 区划沿革
治所在今内蒙古自治区喀喇沁旗西南美林。清乾隆四十一年（1747年）置平泉州，析旗南部划入。1913年改平泉县。1931年废旗，划入建平县和大宁设治局（同年12月改名宁城设治局）。1937年滿洲國复置旗，治平庄镇。1945年废旗复入建平县。1946年建喀喇沁右旗，治王爷府。1948年迁驻公爷府（1966年改名锦山镇）。1949年置喀喇沁旗。